# O Perfeito Jogador de Xadrez
O Perfeito Jogador de Xadrez é o título de um livro sobre enxadrismo escrito por Henrique Velloso de Oliveira em 1850. É considerada a primeira obra no gênero a ser publicada no Brasil.